# Zbyšek Kaššai
Zbyšek Kaššai (* 6. dubna 1962 Znojmo) je český lékař a politik, který od 8. listopadu 2010 do 30. srpna 2011 zastával funkci starosty města Znojma.

## Životopis
Narodil se ve Znojmě, kde také navštěvoval základní školu a Gymnázium Dr. Karla Polesného. Později studoval medicínu na Vojenské vysoké škole v Hradci Králové[kde?] a Lékařskou fakultu Masarykovy univerzity v Brně. Po dokončení studia pracoval jako gynekolog ve znojemské nemocnici a později si zřídil soukromou praxi.
Ve volbách do zastupitelstev obcí v roce 2002 neúspěšně kandidoval do zastupitelstva Znojma na kandidátní listině Cesty změny. Po následujících volbách v roce 2006 již v zastupitelstvu Znojma usedl, když se díky preferenčním hlasům dostal z šestého místa kandidátní listiny ČSSD na první místo. Ve volbách do zastupitelstev obcí 2010 stanul v čele znojemské kandidátky ČSSD. Strana ve volbách zvítězila a uzavřela koalici s názvem 3+1 pro Znojmo spolu s KDU-ČSL a Sdružením nestraníků s podporou KSČM. Kaššai byl 9. listopadu 2010 městským zastupitelstvem zvolen starostou Znojma. Na funkci starosty ze zdravotních důvodů rezignoval 30. srpna 2011. Během svého působení ve funkci byl vystaven kritice ze strany opozice i koaličních partnerů. Kritizován byl třeba jeho způsob výběru městských právníků, prezentace výsledků auditu hospodaření města, nedostatek informací k výběrovému řízení v hodnotě půl miliardy korun na modernizaci úpravny vody ve Znojmě. Kaššai se rezignací vyhnul odvolání, které chtěli iniciovat jeho spolustraníci.
K roku 2009 je uváděn jako předseda Okresního výkonného výboru ČSSD ve Znojmě a místopředseda Krajského výkonného výboru ČSSD v Jihomoravském kraji.
Po odchodu z politiky pokračoval v provozu gynekologické ambulance.